# Esfactèria
Esfactèria (grec antic: Σφακτηρία, Sphakteria) és una petita illa a l'entrada de la badia de Pilos al Peloponès.
Fou el lloc on es va lliurar la batalla d'Esfactèria durant la guerra del Peloponnès, entre Atenes i Esparta (425 aC) quan un grup d'uns 400 espartans es va refugiar a l'illa després de la batalla de Pilos, però es van haver de rendir a Cleó i Demòstenes.
A la guerra de la independència de Grècia s'hi va lliurar la batalla de Navarino (1826) entre rebels grecs i otomans; 200 grecs van quedar bloquejats a l'illa per la flota d'Ibrahim Pasha; els otomans controlaven la mar i el castell de Navarino; el capità Tsamados va planejar el seu rescat i en un atac nocturn va poder rescatar als 200 grecs, però en escapar foren interceptats per diverses naus otomanes; la batalla va durar dues hores i els grecs van poder escapar però amb diverses baixes entre els quals el capità Tsmados i el general Santaroza.